# 立陶宛飲食

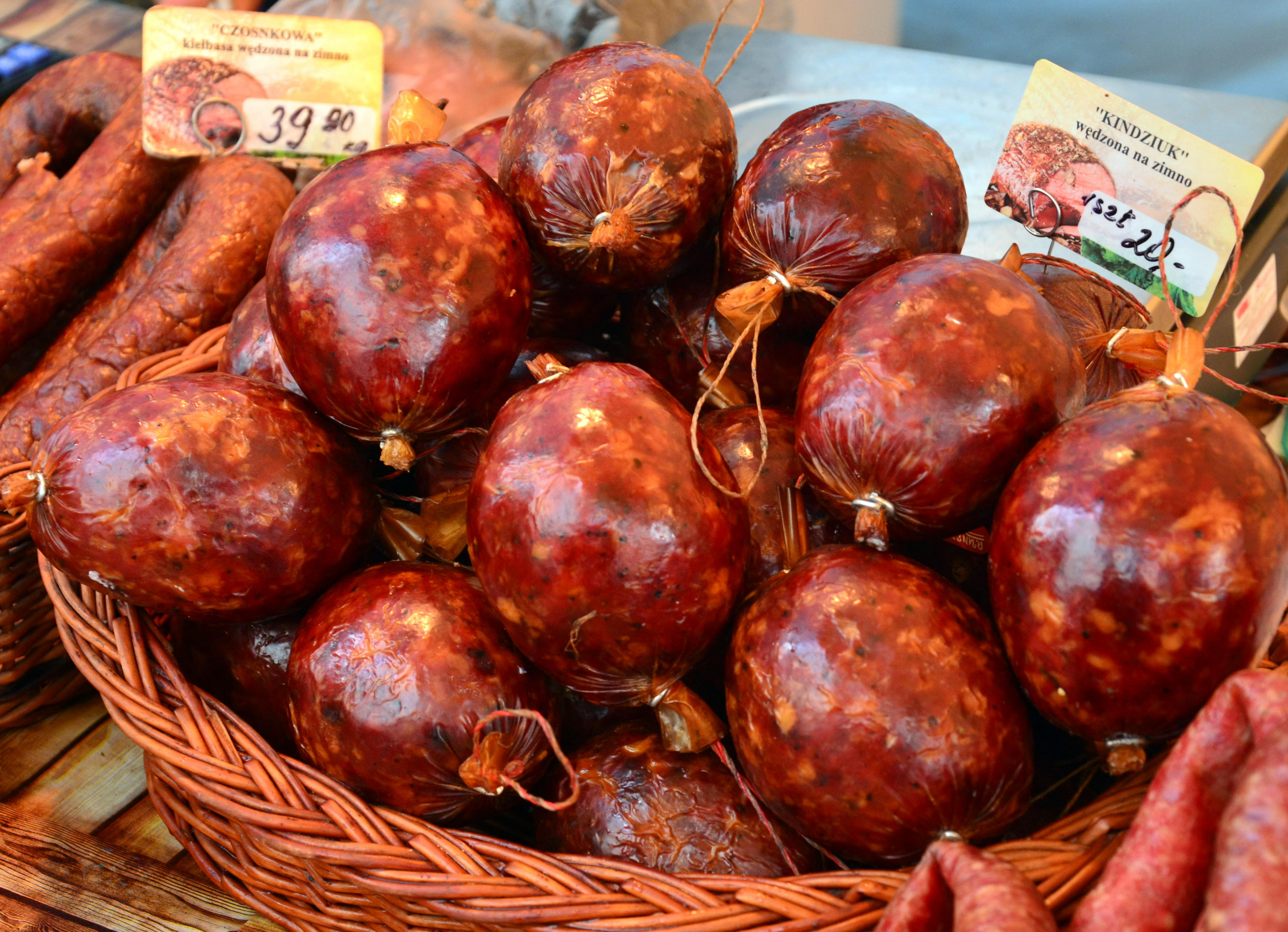
立陶宛飲食中的斯基蘭迪斯香腸

立陶宛飲食所使用的大部分食材，如大麥、馬鈴薯、黑麥、甜菜、蔬菜、漿果等食材都是立陶宛當地的食材，此外立陶宛飲食還較多使用乳製品。由於氣候和農業類似，立陶宛飲食和其他波羅的海國家頗為類似。此外，立陶宛飲食還受到匈牙利和德國等其他國家飲食文化的影響。雖然立陶宛飲食文化十分多樣，但立陶宛的肥胖率非常低。